# Modèle de Chongqing

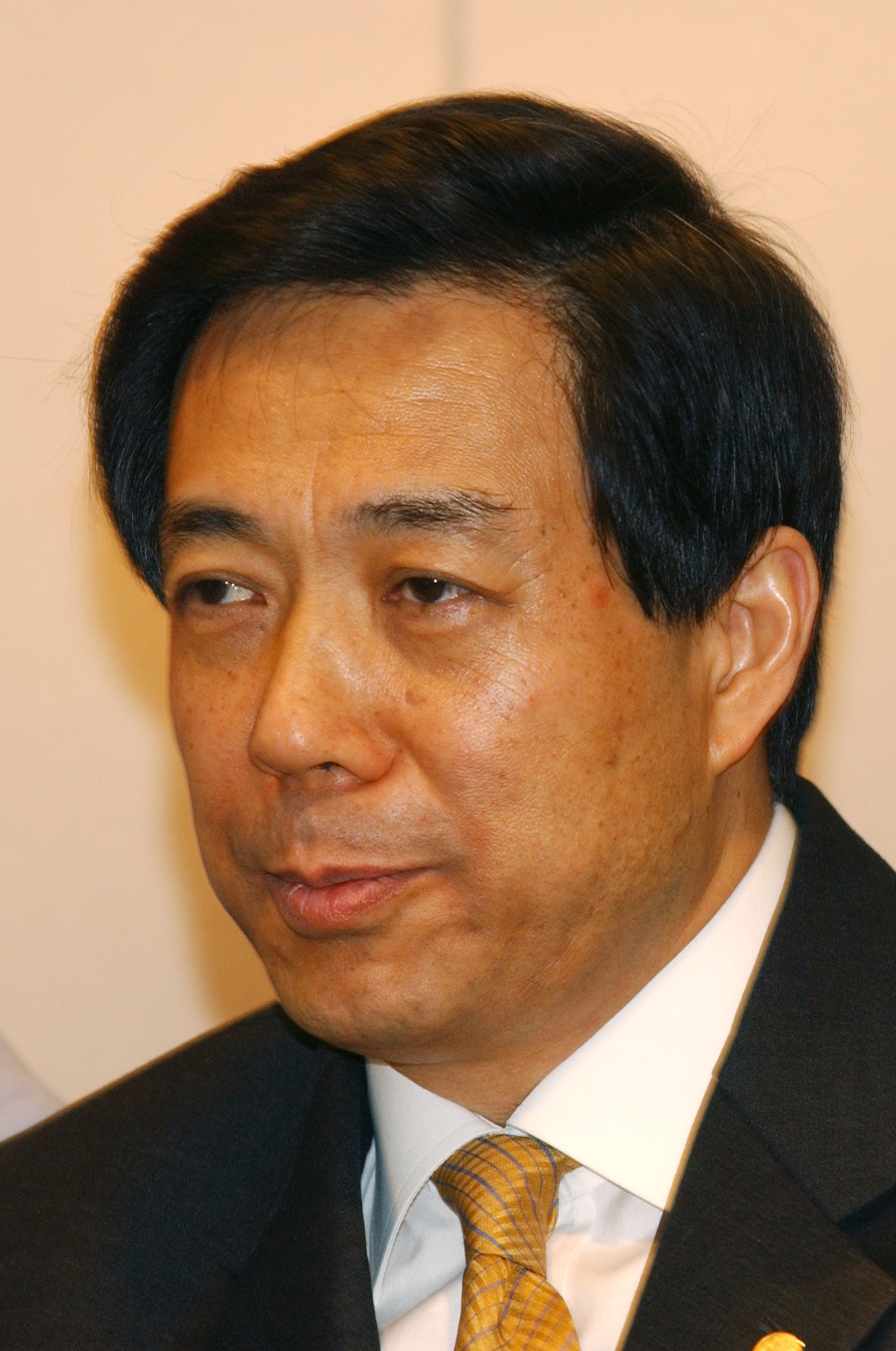
Bo Xilai, fondateur et maitre du modèle du Chongqing

Le « modèle de Chongqing » est une série de politiques sociales et économiques adoptées dans la mégalopole chinoise de Chongqing de 2007 à 2012. Les politiques sont étroitement associées à la figure du communiste conservateur Bo Xilai, secrétaire du Parti communiste de la ville.
Le modèle de Chongqing se caracterisait par un contrôle important de l’État sur la vie politique, notamment par la promotion de pensées « néo-maoiste ». L'État intervenait dans la vie personnelle des individus afin de promouvoir la « culture rouge » et une « moralité publique ». Sur le plan économique, le modèle mettait l'accent sur la recherche d'investissements étrangers et sur la production destinée à la consommation intérieure. Pour soutenir ces politiques, la ville de Chongqing mettait l'accent sur d'importants programmes de travaux publics, de logements à loyers encadrés, d'aides aux ruraux s'installant en ville et d'aides sociales pour les plus pauvres.
Ce modèle politique a représenté un modèle alternatif de développement, s'écartant des politiques nationales menées par Hu Jintao et Wen Jiabao. En opposition, le modèle du Guangdong, mené par Wang Yang, portait des politiques libérales et modernistes.
Le modèle de Chongqing a pris fin après la chute de Bo Xilai en 2012. Les autorités ont lancé une campagne visant à démanteler les politiques sociales et la « culture rouge » de ce mouvement « neo-maoiste ».

## Contexte
Bo Xilai, fils de l'immortel Bo Yibo, a été nommé secrétaire du parti communiste de Chongqing et membre du Politburo lors du 17e congrès du parti communiste chinois en octobre 2007. Son prédécesseur, le libéral Wang Yang, ayant été muté dans la province du Guangdong. À l'époque, Chongqing était aux prises avec des problèmes tels que la pollution de l'air et de l'eau, le chômage, une mauvaise gestion de la santé publique et des complications liées au barrage des Trois Gorges. Ainsi, Bo, qui avait été ministre du commerce, était réticent à l'idée d'être nommé à la tête de la ville, espérant plutot devenir vice premier ministre.
Une fois à la tête de la ville, Bo a décidé de l'utiliser comme un modèle de gestion, comptant alors revenir rapidement au sein de la politique nationale. Parallèlement, Bo n'abandonne pas ses projets d'intégrer le Comité permanent du Politburo lors du 18e congrès du parti qui se profilait pour l'automne 2012. A cette date, la rotation des administrations allait avoir lieu, les dirigeants Hu Jintao et Wen Jiabao quittant leurs fonctions. Bo espérait alors remplacer son allié Zhou Yongkang à la tête de l'appareil de sécurité du parti communiste chinois.
Bo Xilai a utilisé son pouvoir dans la ville de Chongqing pour lancer de vastes politiques censées résoudre les problématiques qui, plus généralement, marquent la Chine moderne. Ces politiques consistaient à l'amélioration des conditions de vie des groupes sociaux les plus pauvres, usant de l'Etat pour maintenir l'économie équitable, l'ordre public et la ligne idéologique. Bo comptait sur la mobilisation des masses dans une nouvelle campagne de promotion de sa ligne neo-maoiste.
Le modèle de Chongqing également fréquemment comparé avec le modèle du Guangdong défendu par Wang Yang, prédécesseur de Bo et adversaire politique. Alors que le modèle de Chongqing mettait l’accent sur le rôle de l’État dans la vie économique et sociale, le modèle du Guangdong se caractérise par des politiques économiques et politiques relativement libérales.

### Lutte contre le crime organisé
La gestion de la ville par Bo Xilai a été marquée par sa lutte contre le crime organisé et la corruption. Cette politique nommée « Da Hei » (contre-attaquer), fut menée à partir de 2009 et mena à l'arrestation de 5700 personnes. Criminels, mais aussi hommes d'affaires, forces de police, juges, fonctionnaires et opposants politiques ont été accusés de corruption ou de collaboration criminelle. La campagne fut supervisée par le chef de la police et maire adjoint Wang Lijun. Lui et Bo se connaissaient déjà en raison de leurs collaborations passées dans la province du Liaoning. Des rapports de la Fondation Jamestown suggèrent que l'initiative a été approuvée par le secrétaire général Hu Jintao, et que Bo avait trouvé un équilibre prudent entre la revendication du mérite de la campagne et l'éloge du leadership de Pékin dans la répression du crime.
La campagne « contre-attaque » a valu à Bo une reconnaissance nationale et une grande popularité, d'autant plus en raison de la mauvaise réputation de la ville comme centre d'activité criminelle. Le succès apparent de la campagne de Bo a accru sa notoriété nationale et internationale, donnant lieu à des appels en faveur d'une campagne nationale du même style. Au cours de cette campagne, Bo a obtenu le soutien d'un certain nombre de membres influents du Comité permanent du Politburo, dont Wu Bangguo, Jia Qinglin, Li Changchun, Xi Jinping et Zhou Yongkang. Tous ont visité Chongqing ou salué les réalisations de Bo entre 2010 et 2011.
Cependant, les mesures de Bo Xilai ont été critiquées pour leur manque de respect de l'État de droit. On estime à un millier le nombres de personnes condamnées à des travaux forcés et détenues arbitrairement par les autorités. De nombreux avocats des accusés auraient été intimidés, et pour l'un d'eux, condamnés à 18 mois de prison. Certaines accusations parlent même d'usage de la torture. D'autres accusations portent sur le profil des personnes ciblées, un bon nombre d'entre elles étant des hommes d'affaires et des rivaux politiques. Leurs biens auraient été saisis et auraient contribué à financer les programmes de logements sociaux. Li Jun, un homme d'affaires en fuite, a déclaré au Financial Times que les forces de sécurité de Chongqing avaient saisi son entreprise immobilière de 700 millions de dollars et l'avaient torturé pour avoir tenté d'acheter un terrain également recherché par le gouvernement. De même, un microblogueur a été condamné à un an de camp de travail pour avoir critiqué les abus présumés du système judiciaire par Bo pendant la campagne.
La campagne de lutte contre la criminalité a également usée de vastes opérations de surveillances électroniques à l'aide de caméras de surveillances. Cette idée est soutenue par Wang Lijun, chef de la police de Bo, qui fut l'architecte du projet financé par l'État. Il a ainsi décrit la campagne dans les médias officiels comme un « système complet d'écoute couvrant les télécommunications sur Internet ». Officiellement utilisée contre les criminels, le New York Times rapporte que les opérations d'écoute ne visaient pas seulement les criminels locaux, mais aussi les communications des hauts dirigeants chinois. En août 2011, un appel téléphonique entre Hu Jintao et le responsable de la lutte contre la corruption Ma Wen a été mis sur écoute sur ordre de Bo. La révélation de l'opération d'écoute a donné lieu à un examen approfondi de la Commission centrale de contrôle de la discipline et joua un rôle important à la chute de Bo en 2012.

### Politiques sociales

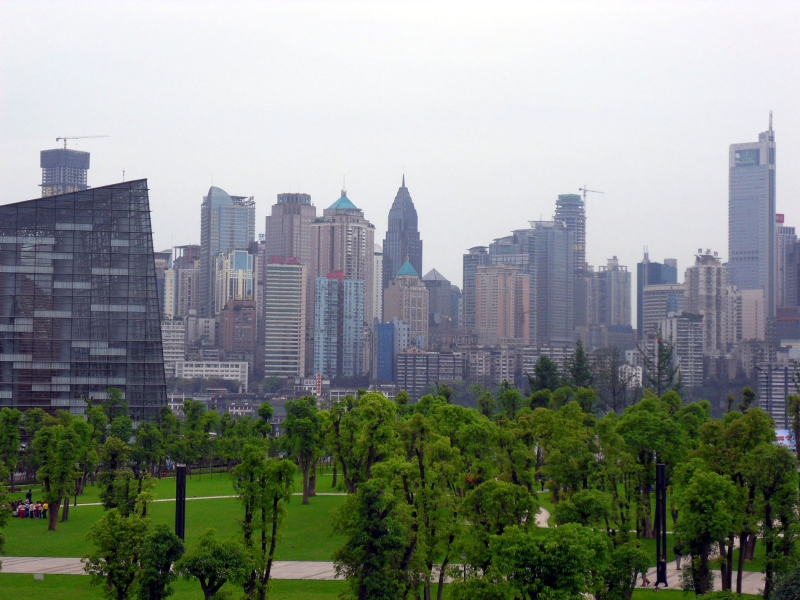
Sous l'administration de Bo Xilai, des millions d'arbres ont été importés et plantés à Chongqing dans le cadre d'une campagne visant à « verdir » la ville.

Le modèle de Chongqing portait comme pierre angulaire de son programme une série de politiques égalitaires visant à réduire les écarts de richesses, notamment entre les pôles urbains et les zones rurales. Pour cela, Bo Xilai a promu l'idée d'un « PIB rouge », une économie égalitariste et socialiste. Plus que d'améliorer la croissance, il fallait, selon lui, d'abord redistribuer les richesses.
Dans ce but, la ville aurait dépensé 15,8 milliards de dollars dans les appartements publics destinés aux jeunes diplômés, travailleurs migrants et résidents à faibles revenus. Bo avait pour objectif de fournir des logements à 2,4 millions de résidents d'ici 2012. Les résidents dont les revenus étaient inférieurs à 3 000 yuans (480 dollars) par mois pouvaient louer des appartements pendant trois ans, avec une option d'achat par la suite. Huang Qifan, qui a été maire d'une ville sous l'administration de Bo Xilai, a indiqué en 2010 que le projet de logements subventionnés était « conçu pour libérer plus d'argent pour que les gens puissent consommer et stimuler l'économie ».
En 2007, les villes de Chongqing et Chengdu ont été choisies pour mener des projets destinés à atténuer la fracture entre les espaces ruraux et urbains. Ces réformes faisaient constituaient un remise en cause plus large système d'enregistrement hukou, les citoyens étant classés comme ruraux ou urbains, une distinction qui détermine non seulement où ils peuvent vivre, mais affecte également les opportunités éducatives ou fiscales. En 2007, sur les 32 millions d'habitants de Chongqing, seulement 27 % détenaient un certificat de hukou urbain autorisant à vivre dans une métropole. Ainsi, à partir de 2007, la ville de Chongqing a encouragé les échanges de terres entre la ruralité et les villes, permettant à trois millions de ruraux de s'installer dans des zones urbaines.
L'approche populiste de Bo en matière de politique sociale s'est également illustrée lors des grèves des taxis de novembre 2008. Durant ces dernières, plus de 8 000 chauffeurs de taxi sont descendu dans la rue pendant deux jours pour protester contre les tarifs élevés, la concurrence non réglementée et la hausse des prix du carburant. En Chine, des manifestations similaires sont fréquemment réprimées, parfois avec force, et les médias officiels imputent parfois les troubles sociaux à des instigations criminelles. Cependant, le gouvernement de Bo a plutôt organisé des tables rondes télévisées avec les manifestants et les citoyens, et a accepté d'autoriser la formation d'un syndicat. Sa gestion de la situation lui a valu des éloges en tant que leader relativement progressiste. Un homme d'affaires qui aurait participé à l'organisation de la grève a été condamné plus tard à 20 ans de prison pour perturbation des transports.
Le modèle de Chongqing impliquait également une grande campagne visant à « verdir » la ville à travers une initiative de plantation d’arbres. Selon certaines informations, la ville aurait importé des millions d'arbres, dont de nombreux ginkgos, dans le cadre de cette campagne. Le coût de l’initiative de verdissement a été estimé à 10 milliards de yuans.

### Mouvement de la culture rouge
Durant son mandat à Chongqing, Bo Xilai a lancé une série de campagnes de style maoïste pour faire revivre la « culture rouge » des premières années de la république populaire. L'initiative comprenait la promotion de citations maoïstes, le « chant des chants rouges » ( changhong ), des programmes télévisés, des opéras révolutionnaires, et des initiatives visant à encourager les étudiants à travailler à la campagne. Ce dernier point s'inscrivait dans la doctrine maosite des années 1960-1970, rappelant que les étudiants étaient tenus d'y travailler pendant le mouvement de déportation vers la campagne de la révolution culturelle.
Par exemple, avant les célébrations du 60e anniversaire de la république populaire de Chine, Bo Xilai a fait envoyer des « messages texte rouges » aux 13 millions d'utilisateurs de téléphones portables de la ville. Selon l'agence de presse Xinhua, les messages de Bo étaient généralement des citations du Petit Livre rouge de Mao et comprennent des phrases telles que « J'aime la façon dont le président Mao le dit : le monde est à nous, nous devrons tous travailler ensemble » et « la responsabilité et le sérieux peuvent conquérir le monde, et les membres du Parti communiste chinois représentent ces qualités ». Bo Xilai et son équipe d'administrateurs municipaux ont également érigé de nouvelles statues de Mao à Chongqing. Certains chercheurs ont qualifié cela d’exemple de la renaissance du maoïsme dans l’éthique du PCC.
En 2011, Bo Xilai et le département des médias de la ville ont lancé une « campagne de chants rouges » qui exigeait que chaque district, département gouvernemental, entreprise commerciale, établissement d'enseignement et station de radio et de télévision d'État commence à « chanter des chants rouges » louant les réalisations du PCC.
Les réactions au mouvement de la culture rouge ont été divisées. La renaissance de la culture de l'ère Mao par les programmes de protection sociale qui l'accompagnaient étaient populaires dans certains segments de la société, rendant Bo populaire auprès des marxistes traditionnalistes. Un étudiant cité dans le Washington Post avait adopté l'éthique de la campagne, en déclarant : « Quand je chante des chansons rouges, je retrouve une sorte d'esprit que je n'ai jamais ressenti en chantant des chansons modernes. …S'entourer de choses matérielles n'est qu'une perte de temps. » Un groupe de participants retraités à une routine de chant rouge avait déclaré au Los Angeles Times : « Nous connaissons ces chansons depuis notre jeunesse. Nous avons grandi avec un esprit révolutionnaire et nous voulons le transmettre à nos enfants.»
La campagne n'a cependant pas eu que des réactions positives, notamment au sein de l'intelligentsia locale. Ainsi, un avocat de 57 ans avait déclaré au Washington Post : « J'ai vu les enseignants battus par les gardes rouges. C'était horrible. …Les jeunes ne le reconnaissent peut-être pas. Mais nous qui l’avons vécu, comment pouvons-nous chanter ? » . De plus, un universitaire cité dans le Daily Telegraph a décrit la campagne obligatoire comme une sorte de « noyade dans la mer Rouge ». En septembre 2009, un fonctionnaire de niveau intermédiaire de la ville s’est suicidé après avoir été contraint d’organiser son unité de travail pour participer à la campagne des chants communistes. Le responsable, Xie Dajun, aurait été en désaccord avec la campagne, qui évoquait de douloureux souvenirs de la révolution culturelle. Les critiques et les opposants de Bo Xilai l'appelaient avec dérision le « petit Mao », certains exprimant leur inquiétude quant à la ressemblance de la campagne culturelle rouge avec la révolution culturelle.

### Politiques économiques

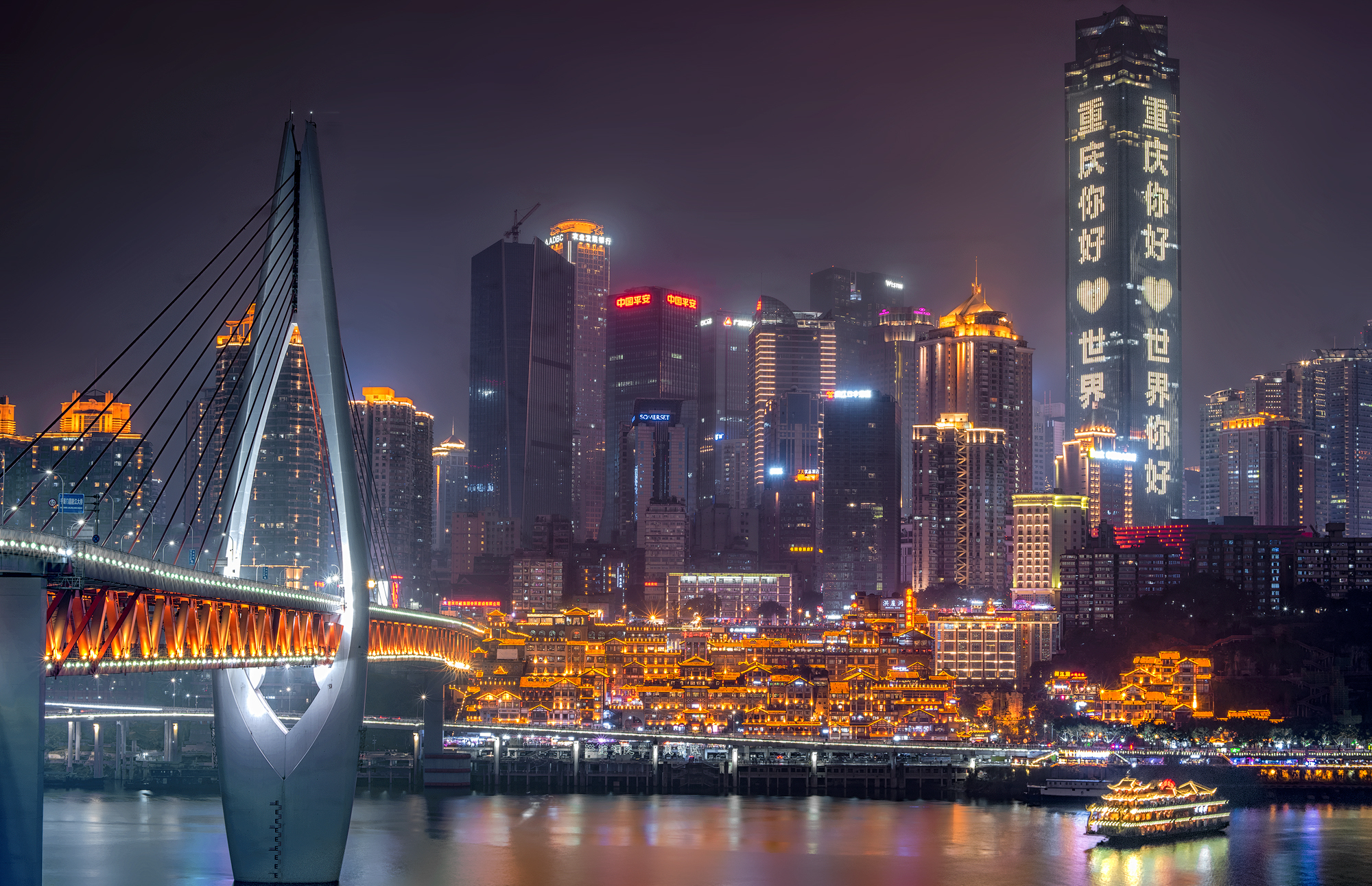
Vue sur les toits de Chongqing.

Un autre élément majeur du modèle de Chongqing concernait les politiques économiques de la ville. Tout comme il l'avait fait dans la province du Liaoning, Bo Xilai a ambitieusement recherché les investissements étrangers dans la ville, abaissant les taux d'impôt sur les sociétés (15 % contre 25 % en moyenne nationale) et cherchant à stimuler une urbanisation et une industrialisation rapides. Il avait également poursuivi les politiques initiées par ses prédécesseurs, mettant l’accent sur la consommation intérieure plutôt que sur une croissance tirée par les exportations . Le modèle de Chongqing a aussi mis l'accent sur l'importance des entreprises publiques ; en 2010, Bo Xilai avait souligné que la Chine « [avait] besoin d'avoir des choses qui soient détenues par l'État ». Enfin, il créa un impôt pilote sur la propriété privée des logements ; contrairement à un projet pilote similaire à Shanghai, les taux étaient sensiblement plus élevés et beaucoup de propagande a été faite pour montrer que les personnes les plus riches pouvaient et devaient le payer.
Durant son mandat, Chongqing a connue une croissance annuelle du PIB dépassant de loin la moyenne nationale. En 2008, par exemple, la croissance du PIB national a été de 8 %, tandis que celle de Chongqing a été de 14,3 %. Plusieurs grandes entreprises ont ainsi construit ou considérablement développé leurs opérations de fabrication à Chongqing, c'est le cas de Hewlett-Packard, Foxconn, Ford Motors et BASF. Le pouvoir local à alors déclaré que la « prospérité commune » faisait partie de son modèle, mentionnant le terme plus de 200 fois dans les principaux journaux chinois de 2010 à 2012; 85 % d'entre elles provenant du Chongqing Daily.
Le modèle de croissance économique de Bo a reçu des éloges nationaux et internationaux, mais il a aussi eu ses détracteurs. En particulier, le « PIB rouge », constitué de projets subventionnés d'infrastructures, de logements et de travaux publics, a été critiqué pour avoir creusé les déficits budgétaires de la ville. Un ancien responsable d'une association d'entreprises de Chongqing a déclaré au Daily Telegraph que sous Bo Xilai, « de nombreux fonctionnaires ne recevaient pas leurs salaires à temps, mais recevaient une reconnaissance de dette. L'économie allait finalement s'effondrer. » Chongqing a reçu une part disproportionnée des fonds de relance du gouvernement central en 2008, avec 34 milliards de dollars destinés à la ville. Les rivaux politiques tels que le prédécesseur de Bo, Wang Yang, ont également suggéré que les chiffres économiques tels que ceux de Chongqing étaient « truqués » – artificiellement gonflés par des projets de construction et de travaux publics inutiles.

## Réévaluations
La fortune politique de Bo Xilai a pris fin brutalement lorsque son chef de police, le maire adjoint Wang Lijun, s'est enfui au consulat américain de Chengdu dans l'espoir d'obtenir l'asile politique. Selon certaines informations, Wang aurait fourni au consulat des informations sur la mauvaise conduite présumée de Bo, notamment sur son rôle dans l'obstruction des enquêtes sur l'homicide du citoyen britannique Neil Heywood. À la suite de cette affaire, Bo a été démis de ses fonctions de chef du Parti à Chongqing en mars 2012 et suspendu du Politburo en avril 2012.
Après le limogeage de Bo Xilai, les dirigeants chinois ont commencé à le discréditer ses politiques à Chongqing. Le 14 mars, le Premier ministre Wen Jiabao a réprimandé Bo lors de sa conférence de presse annuelle. Wen a qualifié les réalisations de Chongqing de « significatives », mais comme le résultat de « multiples administrations », et non pas seulement de Bo lui-même. Wen a également fait de nombreuses allusions aux dommages causés par la révolution culturelle, une réprimande indirecte des efforts de Bo pour faire revivre la « culture rouge »,. Le vice-Premier ministre Zhang Dejiang a été nommé secrétaire du Parti de Chongqing, où il a mis fin à de nombreuses politiques mises en œuvre par son prédécesseur Bo Xilai. Lors du 18e congrès du Parti en novembre 2012, Zhang a même nié publiquement l’existence du modèle de Chongqing.
Le pouvoir central, méfiant à l'égard des associations avec la révolution culturelle, a lancé une campagne pour réprimer les expressions de la « culture rouge » que Bo avait défendue. De même, la campagne crypto-maoïste consistant à chanter des chants rouges fut également stoppée. Cependant, d’autres aspects du modèle de Chongqing – en particulier les politiques sociales égalitaires, l’éducation subventionnée et les projets de logements sociaux – ont bénéficié d’un soutien populaire sur le long terme. Selon l'analyste Wu Zhong, au moins à cet égard, les succès du modèle de Chongqing doivent être mémorisés et étudiés.
Les critiques ont affirmé, après le limogeage de Bo, que la campagne « Contre-attaque » contre le crime organisé et la corruption était peut-être été une « manœuvre politique destinée à jeter une lumière négative sur son prédécesseur et adversaire politique, Wang Yang, et à tirer profit du ressentiment populaire contre la corruption ». Après le limogeage de Bo, le nouveau vice-maire de Chongqing, He Ting, a annoncé que les forces de sécurité de la ville seraient remaniées et transformées. Certains juristes et militants ont exprimé l’espoir que les peines de travaux forcés infligées sous Bo pourraient être réexaminées. Un groupe d'avocats des droits civiques dirigé par Liu Yang a fait circuler en ligne une lettre ouverte suggérant une révision des peines pénales sous l'administration de Bo. Peu de temps après, Liu aurait reçu l'ordre du Bureau des affaires juridiques de Pékin de cesser ces efforts. Le Washington Post a rapporté que plusieurs proches de personnes détenues dans le cadre de la campagne ont commencé à demander l'aide juridique d'éminents avocats spécialisés dans les droits civiques, dont Li Zhuang, basé à Pékin, dans l'espoir de voir leurs peines annulées. La première personne à demander réparation fut Fang Hong, un blogueur dissident qui avait été envoyé dans un camp de travail pendant un an pour avoir écrit un poème se moquant de Bo. En mai 2012, Fang a déposé une demande d'annulation de son verdict de culpabilité et a demandé une indemnisation au tribunal. Son appel a accepté, un tribunal de Chongqing ayant statué fin juin 2012 qu'il n'y avait pas suffisamment de preuves pour justifier sa détention.
Les autorités nationales ont également lancé des enquêtes sur les politiques de dépenses publiques de la ville, notamment sur la coûteuse campagne de plantation d'arbres. Peu de temps après le limogeage de Bo de son poste au sein du parti au sein de Chongqing, le bureau des finances et le bureau de planification économique de la ville auraient émis un avis urgent aux responsables du gouvernement et du parti de la ville pour « nettoyer » les projets d'investissement. Un responsable du bureau des finances de la ville a indiqué que l'enquête se concentrerait sur « la manière dont l'argent a été collecté, dépensé et géré ». Cependant, le Wall Street Journal a rapporté qu'il n'était pas clair « si l'examen des dépenses de Chongqing est motivé par des inquiétudes concernant d'éventuels actes répréhensibles ou le fardeau de la dette de la ville, ou s'il s'agissait principalement d'une tentative à d'intimidation politique visant à attaquer le « modèle de Chongqing » de Bo Xilai ».
Yang Fan, un éminent chercheur de la « nouvelle gauche » à l'Université chinoise de science politique et de droit et co-auteur du livre Le modèle de Chongqing, a également signalé qu'une réévaluation du modèle de Chongqing serait de mise, affirmant que « puisqu'un grand scandale a frappé Chongqing, il est impératif que nous examinions à nouveau le modèle de Chongqing ».
La chute de Bo et les réévaluations ultérieures du modèle de Chongqing ont été considérées par certains commentateurs comme une victoire du modèle de Guangdong de Wang Yang. En évaluant les retombées, John Wagner Givens écrit : « S'il y a un espoir parmi les dirigeants chinois, ce pourrait être le prédécesseur de M. Bo, Wang Yang. Même si M. Wang n'a peut-être pas le flair populiste de Bo, il semble avoir réalisé de réelles réformes politiques, bien que modestes. »
Zhou Lian, professeur associé de philosophie à l'université Renmin de Chine, et Ai Weiwei, artiste à Pékin, ont publiquement critiqué Bo et son modèle de Chongqing, les qualifiant d'erronés et de source de perte de confiance. Li Zhuang, un avocat emprisonné dans le cadre de la politique de « frappe noire », a déclaré que « le modèle de Chongqing est problématique parce que les dirigeants de la ville ne respectent pas l'État de droit ». Selon Andrew J. Nathan, politologue à l'université de Columbia, « le risque pour la Chine est que ce scandale puisse entacher tous les pouvoirs et remettre en cause la légitimité du régime ». De plus, il a déclaré : « Toutes les pires choses que vous ayez jamais imaginées sont en réalité vraies » et « Ce n’est pas comme si personne n’était au courant de ces choses, mais maintenant ils savent que c’est vraiment vrai. »
Zhang Musheng, économiste et journaliste, dirige désormais un nouveau mouvement et gagne des partisans en faveur d'un plan visant à ajouter des freins et contrepoids au PCC et à augmenter considérablement les prestations sociales. Cependant, le populisme de style Maoiste demeure détesté par la plupart des dirigeants chinois actuels, et Bo Xilai, son principal défenseur, a été détruit par un scandale. Pour cette raison, peu de commentateurs s’attendent à ce que la Chine se réorganise en ce sens dans un avenir proche. Même ceux qui, au sein de l’élite, sont prêts à discuter de changements majeurs, y compris la « bande des Princes » de la deuxième génération, ont intérêt à protéger le statu quo.
Mary Gallagher, sinologue et professeur à l'université du Michigan, a évalué le modèle de Chongqing comme une tentative de trouver une « troisième voie » entre l'histoire du socialisme maoïste de la Chine et son adhésion actuelle à l'économie capitaliste mondiale. Elle a également écrit que le modèle de Chongqing de Bo Xilai et sa campagne pour la prospérité commune « semblent être l'inspiration tacite » de la campagne 2021 lancée sous Xi Jinping. Cependant, elle a également fait valoir que, contrairement à Bo, Xi s'est moins concentré sur la redistribution et davantage sur l'expansion du contrôle de l'État dans sa propre campagne de prospérité commune.